# Park Chan-hee (boxe anglaise)
Park Chan-hee est un boxeur sud-coréen né le 23 mars 1957 à Busan.

## Carrière
Médaillé d'or aux Jeux asiatiques de Téhéran en 1974 en poids mouches, il passe professionnel en 1977 et devient champion du monde WBC de la catégorie le 18 mars 1979 après sa victoire par KO au 2e round contre Miguel Canto. Tae-shik conserve son titre à 5 reprises puis s'incline par KO au 9e round contre Shoji Oguma le 18 mai 1980. Battu également lors du combat revanche et de leur troisième affrontement, il met un terme à sa carrière de boxeur en 1982 sur un bilan de 17 victoires, 4 défaites et 2 matchs nuls.